# Јелисеј Лавришевски
Јелисеј Лавришевски (? - 23. октобар 1250.) - оснивач и први игуман Лавришевског манастира у близини града Новогрудак у Белорусији.
Канонизован за светитеља Руске православне цркве 1514. године. Спомен дан – 23. октобар (5. новембар).

## Биографија
Према постојећем, али изгубљеном животопису светитеља на старословенском језику, који је укратко препричан у издању из 1650. године, Јелисеј је био син литванског кнеза Тројдена – великог кнеза Велике кнежевине Литваније из 1270. године.  
Јелисеј је имао висок положај на двору великог кнеза Литваније, вероватно Миндовга, оснивач Велике Кнежевине Литваније. У то време становништво Литваније и дела модерне Белорусије било је паганско. Од младости, Јелисеј није волео вреву свакодневног живота. Примивши свето крштење, напустио је кнежевски двор и повукао се у забачено, пусто место на левој обали реке Неман. Овде га је пронашао православни монах (према легенди, звао се Григорије). Заједно са њим, Јелисеј је око 1225. године основао манастир. Вест о новом манастиру, који је, као и многи манастири, носио име Пресвете Богородице, пронела се широм околине. И убрзо се број братије повећао.
Принц Војшелк (син кнеза Миндовга) такође је остао међу становницима 3 године. Затим је отишао на поклоничко путовање у Свету Гору Атонску, али се вратио из Бугарске, где је био рат. Заједно са неколико монаха, Војшелк је основао сопствени манастир, такође на обали Немана. 
Тамо је Јелисеј изабран за игумана. У ноћи 23. октобра око 1250. године, убио га је, опседнути млади слуга . 

## Канонизација
После убиства светог Јелисеја, његове мошти су прослављене по промислу Божијем чудотворећи и помагале, углавном, оболелима од демона. Чак се и демонима опседнути млади слуга исцелио додиром моштију светог Јелисеја.
Око 1505. године кримски Татари су извршили још један напад на земље савремене Белорусије. Непријатељи су се, након што су опустошили многа насеља, укључујући и предграђе Новогрудока, приближили Лавришевском манастиру. Чинило се да нико и ништа неће зауставити номаде жедне за профитом. Али Господ је показао чудо преко светог Јелисеја: Татарима се учини да је манастирско двориште испуњено одабраном коњицом, спремном да јуриша у битку, а непријатељ је ужаснут побегао.
Можда је овај догађај постао повод за канонизацију монаха Јелисеја од стране митрополита Јосифа Солтана (1507-1522) на Виленском сабору 1514. године. Светитељеве мошти су раније почивале отворене, али су током једног од многих ратова у Белорусији, биле сакривене у земљи. А након што је сам манастир Лавришевски спаљен током Првог светског рата, они више нису пронађене.
Данас се на остацимаа манастира обнавља најстарији манастир у Белорусији, под називом Свето-Јелисејевски Лавришевски манастир.